# 源忠清
源 忠清（みなもと の ただきよ）は、平安時代中期の公卿。醍醐天皇の孫。兵部卿・有明親王の長男。官位は正三位・参議。

## 経歴
村上朝の天暦2年（948年）醍醐天皇の孫であることにより従五位下に叙爵。天暦4年（950年）侍従に任ぜられ、応和元年（961年）右馬頭に遷る。
康保4年（967年）冷泉天皇の即位に伴って従四位下に昇叙されるとともに、立太子した守平親王の春宮亮に任ぜられる。安和2年（969年）守平親王の即位（円融天皇）に従って春宮亮を務めた功労により正四位下に叙された。
円融朝では安和3年（970年）右近衛中将、天禄3年（972年）左近衛中将を経て、天禄4年（973年）参議に任ぜられて公卿に列し、天延2年（974年）には従三位の叙位を受けた。議政官として、右兵衛督を兼ねたほか、（太）皇太后宮権大夫として（太）皇太后・昌子内親王にも仕えた。
寛和3年（987年）11月に一条天皇の大嘗祭に際して主基方を務めて正三位に叙せられるが、翌永延2年（988年）2月21日に薨去。享年46。

## 官歴
『公卿補任』による。
- 天暦2年（948年） 正月7日：従五位下（孫王）
- 天暦4年（950年） 正月11日：侍従
- 応和元年（961年） 10月13日：右馬頭
- 応和4年（964年） 正月23日：紀伊権守
- 康保4年（967年） 6月10日：昇殿（踐祚初）。10月7日：春宮亮（春宮・守平親王）。10月17日：従四位下（御即位、頭労）
- 安和2年（969年） 正月27日：備前守。8月13日：昇殿（踐祚初）。9月21日：正四位下（御即位、前坊労）
- 安和3年（970年） 正月28日：右近衛中将。12月23日：昇殿
- 天禄2年（971年） 正月29日：兼尾張権守。3月8日：石清水臨時祭使[1]
- 天禄3年（972年） 2月29日：左近衛中将
- 天禄4年（973年） 3月21日：参議、止左中将。
- 天延2年（974年） 正月7日：従三位。正月30日：兼大和権守。10月28日：兼伊予守
- 天延3年（975年） 正月26日：兼右兵衛督
- 貞元3年（978年） 10月17日：兼近江守
- 永観3年（985年） 正月28日：兼備中権守。12月24日：兼皇太后宮権大夫（皇太后・昌子内親王）
- 寛和2年（986年） 11月10日：正三位（主基）。12月：兼太皇太后宮権大夫
- 永延2年（988年） 2月21日：薨去